# Alcifrão
Alcifrão (em grego clássico: Ἀλκίφρων) foi um sofista grego, e o mais eminente entre os epistológrafos gregos. Não se sabe ao certo sobre sua vida ou período da história em que viveu.

## Obras
Possuímos, sob o nome de Alcifrão, 116 cartas ficcionais, em três livros, cujo objetivo é delinear os caracteres de certas classes de homens, apresentando-os enquanto expressam os seus sentimentos e opiniões peculiares sobre assuntos com os quais estavam familiarizados. As classes de pessoas que Alcifrão escolheu para esse fim são pescadores, camponeses, pessoas contratadas para divertir os ricos (parasitas), e hetaerae ou cortesãs atenienses. Todos são levados a expressar seus sentimentos na linguagem mais graciosa e elegante, mesmo quando os assuntos são de natureza vulgar ou obscena. Os personagens são, assim, elevados um pouco acima de seu padrão comum, sem grande violação da verdade da realidade.
A forma dessas cartas é extremamente bela, e a linguagem é o dialeto ático puro, tal como era falado nos melhores momentos em conversas familiares, mas refinadas, em Atenas, embora os escritores imaginários sejam camponeses, pescadores, parasitas e cortesãs. A cidade de onde as cartas são datadas é, com algumas exceções, Atenas e seus arredores; e a época, sempre que discernível, é o período após o reinado de Alexandre, o Grande. A Nova Comédia Ática foi a principal fonte da qual o autor derivou suas informações sobre os personagens e costumes que descreve e, por essa razão, essas cartas contêm muitas informações valiosas sobre a vida privada dos atenienses daquela época.
Diz-se que Alcifrão era um imitador de Luciano; mas, além do estilo e, em alguns casos, do tema, não há semelhança entre os dois escritores: o espírito com que ambos tratam seus temas é totalmente diferente. Ambos obtiveram seus materiais das mesmas fontes e, em termos de estilo, ambos buscavam a maior perfeição do grego ático genuíno. O estudioso clássico Stephan Bergler observou que Alcifrão tem a mesma relação com Menandro que Luciano tem com Aristófanes.

## Data
Alguns críticos anteriores o situaram, sem qualquer razão plausível, no século V a.C. O estudioso clássico Stephan Bergler, e outros que o seguiram, situaram Alcifrão no período entre Luciano e Aristêneto, ou seja, entre 170 e 350 d.C., enquanto outros atribuem a ele uma data ainda anterior à época de Luciano. Entre as cartas de Aristêneto, há duas entre Luciano e Alcifrão; e inferiu-se que Alcifrão era contemporâneo de Luciano.

## Edições
A primeira edição das cartas de Alcifrão é a do impressor italiano Aldo Manúcio, em sua coleção dos Epistolografistas Gregos, Veneza, 1499, 4to. Esta edição, no entanto, contém somente as cartas que, em edições mais modernas, formam os dois primeiros livros. Setenta e duas novas cartas foram adicionadas a partir de um manuscrito de Viena e outro do Vaticano por Stephan Bergler, em sua edição (Leipzig, 1715, 8vo.) com notas e uma tradução para o latim. Essas setenta e duas epístolas formam o terceiro livro da edição de Bergler. J. A. Wagner, em sua edição (Leipzig, 1798, 2 vols., 8vo.), com as notas de Bergler, acrescentou duas novas cartas inteiras e fragmentos de outras cinco. Uma longa carta, que até o século XIX não havia sido publicada na íntegra em inglês, existe em vários manuscritos de Paris.
- Editio princeps, Aldo Manúcio, (44 cartas) (1499)
- Stephan Bergler (1715)
- Tradução inglesa por Monro e Beloe (1791)
- E. E. Seiler (1856)
- Rudolf Hercher (1873)
- Sociedade Ateniense (1896)
- Schepers (1905)
- Granholm (2012)
- Reina Marisol Troca Pereira (2024)